# Rafel Ginard Bauçà
Rafel Ginard Bauçà (* 27. Juli 1899 in Sant Joan, Mallorca; † 15. Oktober 1976 in Artà, Mallorca) war ein spanischer Schriftsteller.

## Leben
Er ergriff den Beruf des Priesters und übernahm im Jahr 1929 ein Priesteramt. Gemeinhin wurde er daher Pater Ginard genannt. Bereits früh interessierte er sich für Literatur und Lieder. Er erstellte eine Sammlung von Refrains, altertümlichen Ausdrücken und Liedern. Schon ab 1927 veröffentlichte er Artikel in der Zeitschrift Llevant, die dann 1929 in einem Band Croquis Artanencs veröffentlicht wurden. 1960 erfolgte eine Fortsetzung der Serie in der Zeitschrift Bellpuig. Die Artikel behandelten thematisch die Gemeinde Artà, in der er die letzten 19 Jahre seines Lebens verbrachte. Von 1966 bis 1975 veröffentlichte er auf seiner Sammlung von Refrains und Liedern fußend eine vierbändige Liedersammlung, die auf Mallorca populär und zu seinem bekanntesten Werk wurde. Er dokumentierte damit die über Generationen auf Mallorca gesungenen Lieder. Im Jahr 1960 veröffentlichte er ein Essay über die traditionellen, mündlich überlieferten Lieder der Insel.
Rafel Ginard Bauçà verfasste Erzählungen aber auch poetische und essayistische Werke. Sein poetisches Schaffen ist von der traditionellen Poesie beeinflusst und widmet sich religiösen und landschaftlichen Themen. In Essays befasste er sich mit der Person und dem Werk des Ramon Llull. Auch gab er einige seiner Werke heraus.

## Ehrungen
Rafel Ginard Bauçà wurde zum Ehrenbürger seines Geburtsortes Sant Joan und von Artà ernannt.